# Lucy Hawking
Catherine Lucy Hawking (2 novembre 1970) è una giornalista e educatrice inglese, autrice di novelle per bambini e filantropa; è la figlia dello scienziato Stephen Hawking e della scrittrice Jane Wilde Hawking.

## Biografia
Lucy Hawking è nata in Inghilterra, ha due fratelli, Robert e Timothy Hawking, ed è cresciuta a Cambridge dopo alcuni anni trascorsi da bambina a Pasadena, in California. Ha frequentato la Stephen Perse Foundation Da giovane si è occupata di suo padre, il celebre fisico teorico e cosmologo Stephen Hawking, affetto da una malattia dei motoneuroni che, negli anni, gli causerà una grave disabilità.
Hawking ha studiato francese e russo all'Università di Oxford. Durante l'università, ha trascorso del tempo a Mosca per concentrarsi sui suoi studi di russo. Dopo aver completato la laurea, ha studiato giornalismo internazionale presso la City University di Londra. Ha quindi lavorato come giornalista, scrivendo per la rivista New York, il Daily Mail, The Telegraph, The Times, il London Evening Standard e The Guardian. Ha anche lavorato come giornalista radiofonica.

## Carriera

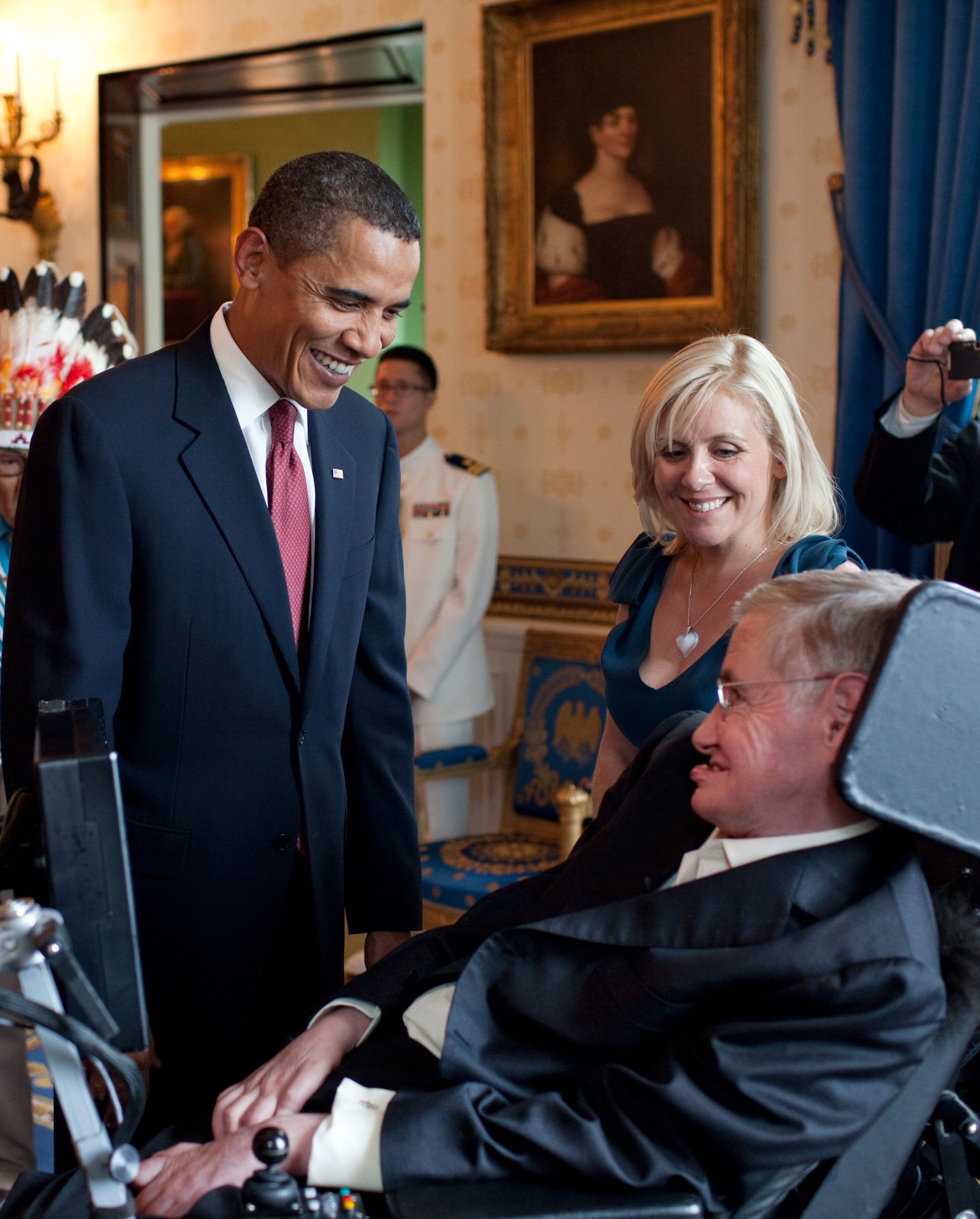
Lucy e Stephen Hawking con il presidente degli Stati Uniti Barack Obama nella Sala Blu della Casa Bianca nel 2009

Ha poi deciso di non voler proseguire nella carriera giornalistica, anche se l'ha trovata una buona pratica di scrittura e un modo per entrare nella professione di scrittrice, in quanto aspirava a diventare autrice di romanzi. I suoi primi due romanzi sono stati Jaded (2004) e Run for Your Life (2005) (pubblicato anche come The Accidental Marathon). Pochi anni dopo è passata alla letteratura per bambini e nel 2007 ha pubblicato George's Secret Key to the Universe, una storia d'avventura su un ragazzino di nome George che trova un modo per scivolare attraverso un portale generato dal computer e viaggiare intorno al sistema solare. Questo libro è stato scritto con suo padre, Stephen Hawking, ed un ricercatore, Christophe Galfard. È stato tradotto in 38 lingue e pubblicato in 43 paesi. Altri cinque libri sono stati pubblicati nella serie: George's Cosmic Treasure Huntnel nel 2009, George and the Big Bang nel 2011, George and the Unbreakable Code nel 2014,  George and the Blue Moon nel 2016 e George and the Ship of Time nel 2018.
Nell'aprile 2008, Hawking ha partecipato alla serie di conferenze per il 50º compleanno della NASA, contribuendo con un discorso sui bambini e l'educazione scientifica. Sulla base delle sue esperienze in tournée in tutto il mondo con George's Secret Key e tenendo discorsi sulla fisica e l'astronomia ai bambini, la sua conferenza ha evidenziato la necessità di coinvolgere i bambini nella scienza in tenera età. Pochi mesi dopo, ha ricevuto il Premio Sapio, un premio italiano dedicato ai ricercatori innovativi, per la divulgazione della scienza in tutto il mondo.
Nel 2015, Hawking e l'editore britannico Curved House Kids hanno ricevuto un finanziamento dall'Agenzia spaziale britannica per realizzaren un progetto educativo come parte del programma educativo dell'astronauta Tim Peake. Il risultato è stato Principia Space Diary, sviluppato con Kristen Harrison presso Curved House Kids con il contributo esperto del professor Peter MacOwan della Queen Mary University di Londra. Ha raggiunto oltre 60.000 studenti nel Regno Unito ed è stata nominata per un Sir Arthur Clarke Award for Excellence in Space Education dalla British Interplanetary Society.
Tutti i libri e gli articoli di Hawking sono incentrati sul tema dell'insegnamento della scienza e dell'educazione ai bambini. Si è interessata a questo argomento dopo aver visto uno degli amici di suo figlio chiedere a suo padre dei buchi neri ad una festa. Ha risposto dicendogli che si sarebbe "trasformato in spaghetti" e il ragazzo è stato felicissimo di quella risposta. Questa esperienza ha plasmato la sua prospettiva sull'uso di metodi di intrattenimento, come la letteratura per bambini e i film d'avventura, per coinvolgere la nuova generazione nella politica della "post-verità" e nelle comprensioni scientifiche.
È apparsa anche nel podcast "Hawking — A Literal Genius" e ha parlato di suo padre e dei suoi successi.

## Premi e riconoscimenti
- Nel 2010, l'Arizona State University ha nominato Hawking scrittrice residente del suo progetto Origins 2011.[6]
- Nel 2013, Hawking ha parlato al festival BrainSTEM: Your Future is Now presso il Perimeter Institute for Theoretical Physics di Waterloo, Ontario, Canada.[7]
- Nel marzo 2017, Hawking è stata invitata a parlare all'Emirates Airline Festival di Dubai.[8] A giugno, Hawking è stata riconosciuta dalla Amsterdam News Educational Foundation, come donna emergente nel campo della scienza.[9]